# Det Hvide Hus' stabschef
Det Hvide Hus' stabschef (engelsk: White House Chief of Staff) er den højest rangerende medarbejder i den amerikanske præsidents udøvende embede og er seniorrådgiver for præsidenten for Amerikas Forenede Stater.
I modsætning til de fleste udviklede demokratier har USA ingen neutral embedsmands-stand, og de fleste ansatte i administrationen er derfor politisk udpegede. Som resultat heraf skiftes flere tusinde embedsmænd ud, hver gang der skiftes præsident, hvilket naturligt nok giver den person, som er ansvarlig for deres ansættelse, megen magt. Nogle af de personer, som har besat posten, inklusive Sherman Adams, er blevet kaldt "Den næstmest magtfulde i Washington, D.C." på grund af beskaffenheden af jobbet.
Den nuværende stabschef i Det Hvide Hus er Susie Wiles, der overtog posten fra den 20. januar 2025.
Pligterne for en stabschef i Det Hvide Hus varierer meget fra den ene administration til den anden, men vedkommende er ansvarlig for at føre tilsyn med Det Hvide Hus' ansattes handlinger, og som beslutter, hvem som skal have foretræde for præsidenten. På grund af disse pligter er stabschefen til forskellige tider blevet kaldt "præsidentens dørvogter" eller "med-præsidenten".

## Historie
Oprindeligt hørte de pligter, som stabschefen nu udfører, ind under præsidentens sekretær.
 Men i 1946, som svar på den hastigt voksende udøvende afdeling af den amerikanske regering (engelsk: executive branch) blev stillingen som Assistent for Præsidenten oprettet og pålagt anliggenderne indenfor Det Hvide Hus. I 1961 blev præsidentens særlige assistent tildelt titlen: "Det Hvide Hus' stabschef" . Assistent for Præsidenten blev en titel, som blev delt mellem stabschefen og seniorrådgivere såsom stedfortrædende stabschefer , White House Counsel, Det Hvide Hus Pressesekretær, og andre. Før skabelsen af dette job var stabschefens jobbeskrivelse traditionelt: Ansættelses-sekretær, som det var tilfældet med Franklin Delano Roosevelt's hjælper, Edwin "Pa" Watson.
Ikke alle præsidenter havde en formel stabschef (for eksempel John F. Kennedy). Den gennemsnitlige ansættelsestid for en stabscef i Det Hvide Hus er 2,5 år. John R. Steelman, under Harry S. Truman var den sidste stabschef, som har siddet en hel præsidentperiode. Steelman er også indehaver af rekorden som den længst siddende stabschef – 6 år. Andrew Card og Sherman Adams står lige, hvad angår den næstlængste periode – 5 år hver).
De fleste stabschefer i Det Hvide Hus er tidligere politikere, og mange fortsætter deres politiske karrierer i andre roller. Richard Nixon's stabschef Alexander Haig blev udenrigsminister under Ronald Reagan. Gerald Ford's stabschef Dick Cheney blev medlem af Repræsentanternes Hus for Wyoming, forsvarsminister under George H. W. Bush og vicepræsident under George W. Bush. Donald Rumsfeld var en anden stabschef under Ford-administrationen, og han blev forsvarsminister flere tiår senere i George W. Bush's administration.

## Jobbeskrivelse
Jobbet er både styrende og rådgivende og kan omfatte nedennævnte pligter, afhængig af præsidentens stil og forretningsgange.

### Management
- Udvælge nøglepersonel og føre tilsyn med dem.
- Strukturere Det Hvide Hus personelsystem.
- Kontrollere, hvem der kommer ind i Det ovale værelse.
- Styre informationsflowet.

### Rådgivende
- Rådgive præsidenten indenfor emner som politik, fremgangsmåder og managementemner.
- Beskytte præsidentens interesser.
- Forhandle med USAs Kongres, andre medlemmer af den udøvende gren af regeringen

(engelsk:  executive branch), og med politiske grupper udenfor regeringen for at få præsidentens agenda gennemført.
Det er blevet antydet, at en stærk stabschef med en "hands-off" præsident (som ikke er interesseret i dag-til-dag udførelsen af regeringsledelsen), kan ende med at blive en de facto premierminister. Sådanne premierministre findes i nogle typer af regeringer, såsomFrankrigs og Ruslands: Premierministeren styrer regeringen, medens præsidenten holder sig højt hævet over den politiske proces, men tager sig personligt af særlige politik-områder. Under Ronald Reagan blev Donald Regan af mange anset som en sådan premierminister. Howard Baker, som efterfulgte Regan, var kritisk overfor dette system , som af og til kaldes "Imperial Presidency."
I modsætning hertil blev Andrew Card, præsident George W. Bush's første stabschef, ikke anset som magtfuld. Nogle har spekuleret på, om dette skyldtes, at han blev overskygget af Karl Rove, seniorrådgiver og stedfortrædende stabschef, som var "arkitekten" bag Bush's politiske opkomst. Præsident Bill Clinton's stabschefer var heller ikke særligt magtfulde.

## Liste over Det Hvide hus' stabschefer
| #       | Stabschef          | Præsident         | Periode   |
| 1       | John R. Steelman   | Harry Truman      | 1946–1952 |
| 2       | Sherman Adams      | Dwight Eisenhower | 1953–1958 |
| 3       | Wilton Persons     | Dwight Eisenhower | 1958–1961 |
| -       | ledig              | John F. Kennedy   | 1961–1963 |
| u/o     | W. Marvin Watson   | Lyndon Johnson    | 1963–1968 |
| u/o     | Jim Jones          | Lyndon Johnson    | 1968      |
| 4       | H. R. Haldeman     | Richard Nixon     | 1969–1973 |
| 5       | Alexander Haig     | Richard Nixon     | 1973–1974 |
| 6       | Donald Rumsfeld    | Gerald Ford       | 1974–1975 |
| 7       | Dick Cheney        | Gerald Ford       | 1975–1977 |
| -       | ledig              | Jimmy Carter      | 1977–1979 |
| 8       | Hamilton Jordan    | Jimmy Carter      | 1979–1980 |
| 9       | Jack Watson        | Jimmy Carter      | 1980–1981 |
| 10      | James Baker        | Ronald Reagan     | 1981–1985 |
| 11      | Donald Regan       | Ronald Reagan     | 1985–1987 |
| 12      | Howard Baker       | Ronald Reagan     | 1987–1988 |
| 13      | Kenneth Duberstein | Ronald Reagan     | 1988–1989 |
| 14      | John H. Sununu     | George H. W. Bush | 1989–1991 |
| 15      | Samuel K. Skinner  | George H. W. Bush | 1991–1992 |
| 16      | James Baker        | George H. W. Bush | 1992–1993 |
| 17      | Mack McLarty       | Bill Clinton      | 1993–1994 |
| 18      | Leon Panetta       | Bill Clinton      | 1994–1997 |
| 19      | Erskine Bowles     | Bill Clinton      | 1997–1998 |
| 20      | John Podesta       | Bill Clinton      | 1998–2001 |
| 21      | Andrew Card        | George W. Bush    | 2001–2006 |
| 22      | Joshua Bolten      | George W. Bush    | 2006–2009 |
| 23      | Rahm Emanuel       | Barack Obama      | 2009-2010 |
| interim | Pete Rouse         | Barack Obama      | 2010-2011 |
| 24      | William M. Daley   | Barack Obama      | 2011-2012 |
| 25      | Jack Lew           | Barack Obama      | 2012-2013 |
| 26      | Denis McDonough    | Barack Obama      | 2013-2017 |
| 27      | Reince Priebus     | Donald Trump      | 2017      |
| 28      | John F. Kelly      | Donald Trump      | 2017-2019 |
| interim | Mick Mulvaney      | Donald Trump      | 2019-2020 |
| 29      | Mark Meadows       | Donald Trump      | 2020-2021 |
| 30      | Ron Klain          | Joe Biden         | 2021-2025 |
| 31      | Susie Wiles        | Donald Trump      | 2025-     |